# San Pietro in Montorio
San Pietro in Montorio ou Igreja de São Pedro em Montorio é uma igreja titular localizada no Janículo, parte do rione Trastevere em Roma, Itália, famosa por abrigar em seu jardim o famoso Tempietto, um martírio (túmulo de um mártir) construído por Donato Bramante. O antigo mosteiro franciscano anexo hoje abriga a Real Academia de España en Roma.
O cardeal-presbítero protetor do título de São Pedro em Montorio é James Francis Stafford, penitencieiro-maior emérito da Penitenciária Apostólica.

## História
A igreja foi construída no local onde ficava uma igreja mais antiga, do século IX, dedicada a São Pedro, no monte Janículo. De acordo com a tradição, teria sido neste local que Pedro foi crucificado. No século XV, as ruínas desta igreja foram cedidas a frades amadistas, um ramo reformador dos franciscanos fundado pelo beato Amadeu de Portugal, que serviu como confessor do papa Sisto IV a partir de 1472. A nova igreja foi encomendada pelos reis católicos, Fernando e Isabela da Espanha.

## Interior
A igreja está decorada principalmente por obras de proeminentes mestres dos séculos XVI e XVII. Na primeira capela à direita estão "Flagelação" e "Transfiguração" (1516–1524) de Sebastiano del Piombo. Michelângelo, que ficou amigo de Sebastiano em Roma, é o autor de vários desenhos que foram incorporados na primeira. Na segunda capela está um afresco de Niccolò Circignani (1654), alguns afrescos renascentistas da escola de Pinturicchio e alegorias de sibilas e virtudes atribuídas a Baldassarre Peruzzi. O afresco no teto da quarta capela é de Giorgio Vasari. Embora não haja nenhuma marcação, conta a tradição que Beatrice Cenci — executada em 1599 pelo assassinato de seu pai abusivo e famosa por causa de Percy Bysshe Shelley — está enterrada ou nesta capela ou sob o altar-mor. O teto da quinta capela está decorado por um outro afresco, "Conversão de São Paulo", de Vasari. A peça-de-altar é atribuída a Giulio Mazzoni e os monumentos funerários de Innocenzo Ciocchi Del Monte, do cardeal Giovanni Maria Del Monte e de Roberto Nobili, de Bartolomeo Ammannati. A última capela da esquerda abriga um "Batismo de Jesus" atribuído a Daniele da Volterra, além de afrescos e esculturas em estuque de Giulio Mazzoni.
Até 1797, a última grande obra de Rafael, "Transfiguração", estava no altar-mor, que hoje ostenta uma cópia da "Crucificação de São Pedro" de Guido Reni feita por Camuccini. As duas obras originais estão atualmente na Pinacoteca Vaticana.
Um pupilo de Antoniazzo Romano pintou os afrescos da terceira capela à esquerda, "Santa Ana, a Virgem e o Menino".
Dirck van Baburen, uma importante figura da escola caravagista holandesa, pintou "Sepultamento" para a Capela da Pietà, uma obra inspirada pela obra similar de Caravaggio. Baburen trabalhou com outro artista holandês, David de Haen, nesta capela, que abriga ainda mais duas pinturas, "Zombaria com Cristo" e "Agonia no Horto", atribuídas de forma variada a um, outro ou ambos.
A Capela Raimondi (1640), a segunda à esquerda, foi projetada por Gian Lorenzo Bernini e abriga "São Francisco em Êxtase", de Francesco Baratta, e esculturas de Andrea Bolgi e Niccolò Sale.

## OTempietto
O chamado Tempietto ("templete") é um pequeno túmulo comemorativo (em latim: martyrium) construído por Donato Bramante, provavelmente já em 1502, no pátio de San Pietro in Montorio. Encomendado também pelos reis católicos, o Tempietto é considerado uma obra-prima da arquitetura italiana do Alto Renascimento.
Depois de passar seus primeiros anos em Milão, Bramante mudou-se para Roma, onde seu talento foi reconhecido pelo cardeal Giuliano della Rovere, futuro papa Júlio II. Na cidade Bramante pôde estudar os antigos monumentos romanos, como o Templo de Hércules Víctor, que se acreditava na época ser também um templo de Vesta, como o famoso Templo de Vesta em Tivoli. Bramante também conheceu as antigas igrejas circulares paleocristãs da cidade, como Santa Costanza. O resultado foi um desenho circular para seu Tempietto.
O edifício é um dos mais harmoniosos do Renascimento e um dos primeiros exemplos da utilização da ordem toscana — uma variação da ordem dórica — no período. Segundo Vitrúvio, como a ordem dórica era adequada para poderosos deuses masculinos (como Hércules), a ordem toscana seria adequada para São Pedro, cujo local da crucificação o templo marca.
Considerando todas as transformações que a Roma ainda passaria durante os períodos renascentista e barroco, é difícil precisar o impacto que o edifício teve no início do século XVI. Pelo seu tamanho, é menos um templo e mais uma escultura, mas revela o estilo Brunelleschi. De proporções perfeitas, é composto por esguias colunas toscanas, um entablamento dórico inspirado pelo antigo Teatro de Marcelo e uma cúpula. De acordo com uma gravura no "Livro III" de Sebastiano Serlio, Bramante planejava construir ainda um pátio circundado por uma colunata, mas seu plano jamais foi executado.

## Galeria

Imagens da igreja
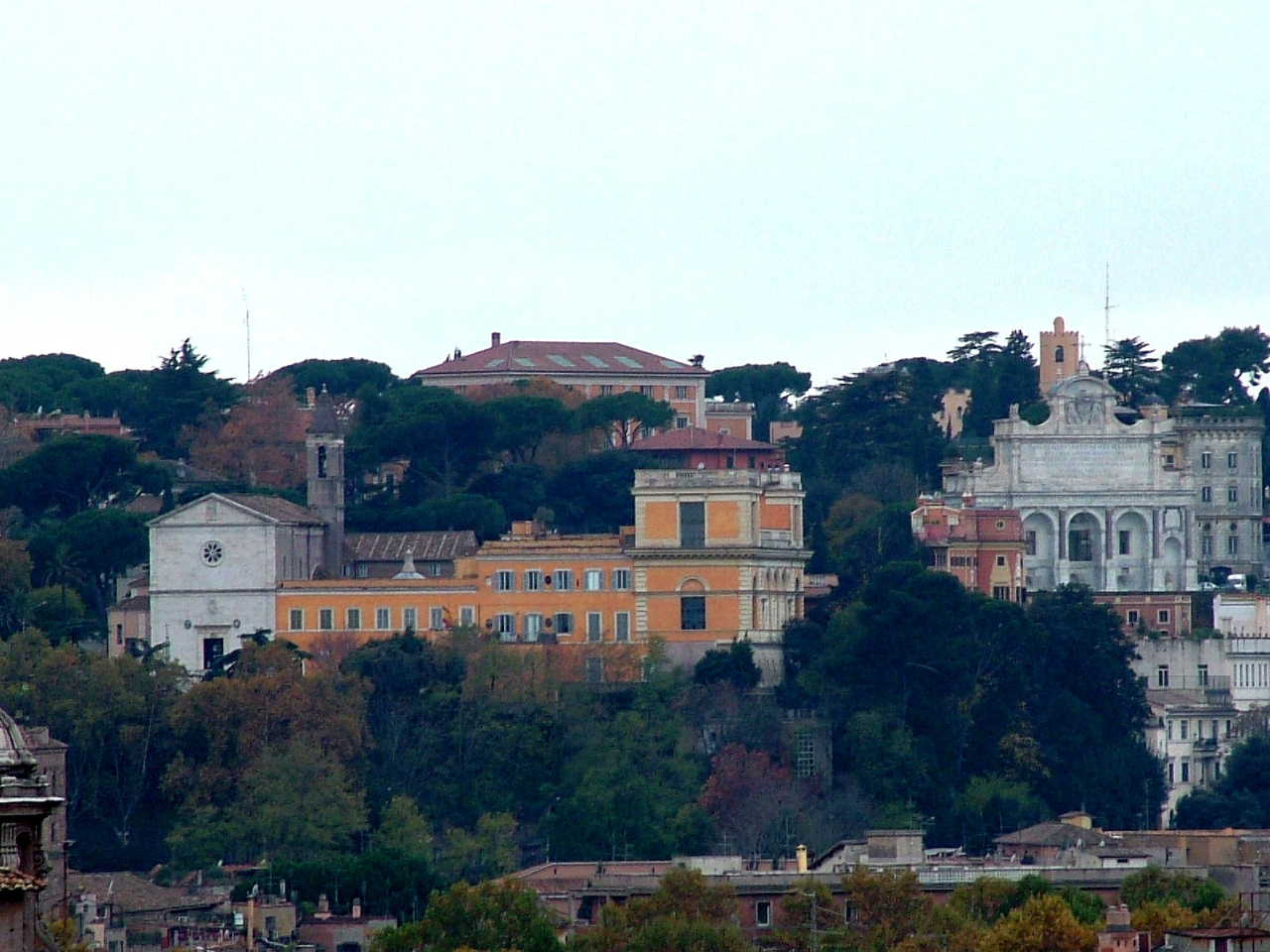
Vista da igreja (esquerda) e da Reale Accademia di Spagna a Roma (em amarelo, no centro) no Janículo. À direita está a Fontana dell'Acqua Paola.
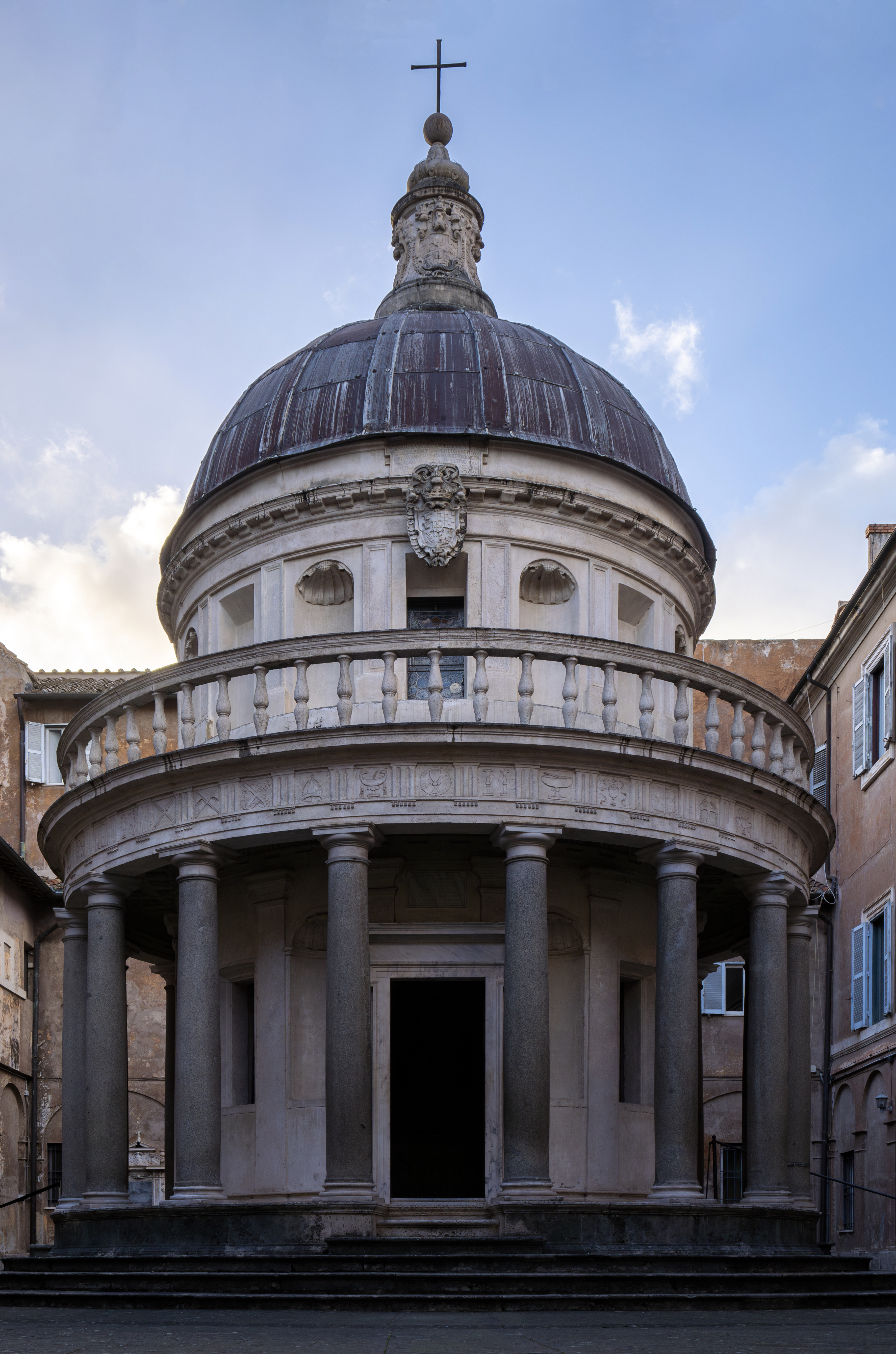
Tempietto.
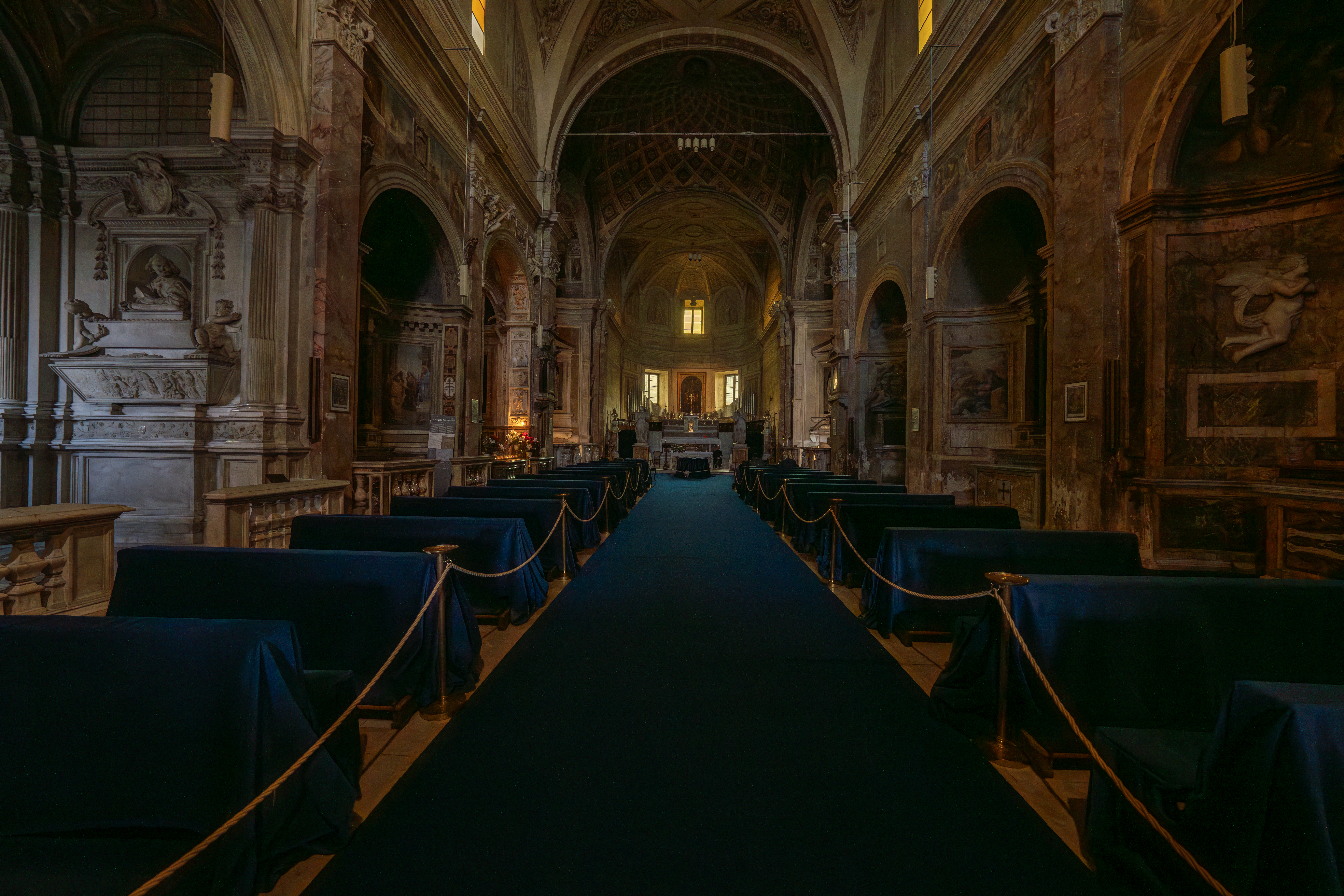
Vista do interior.
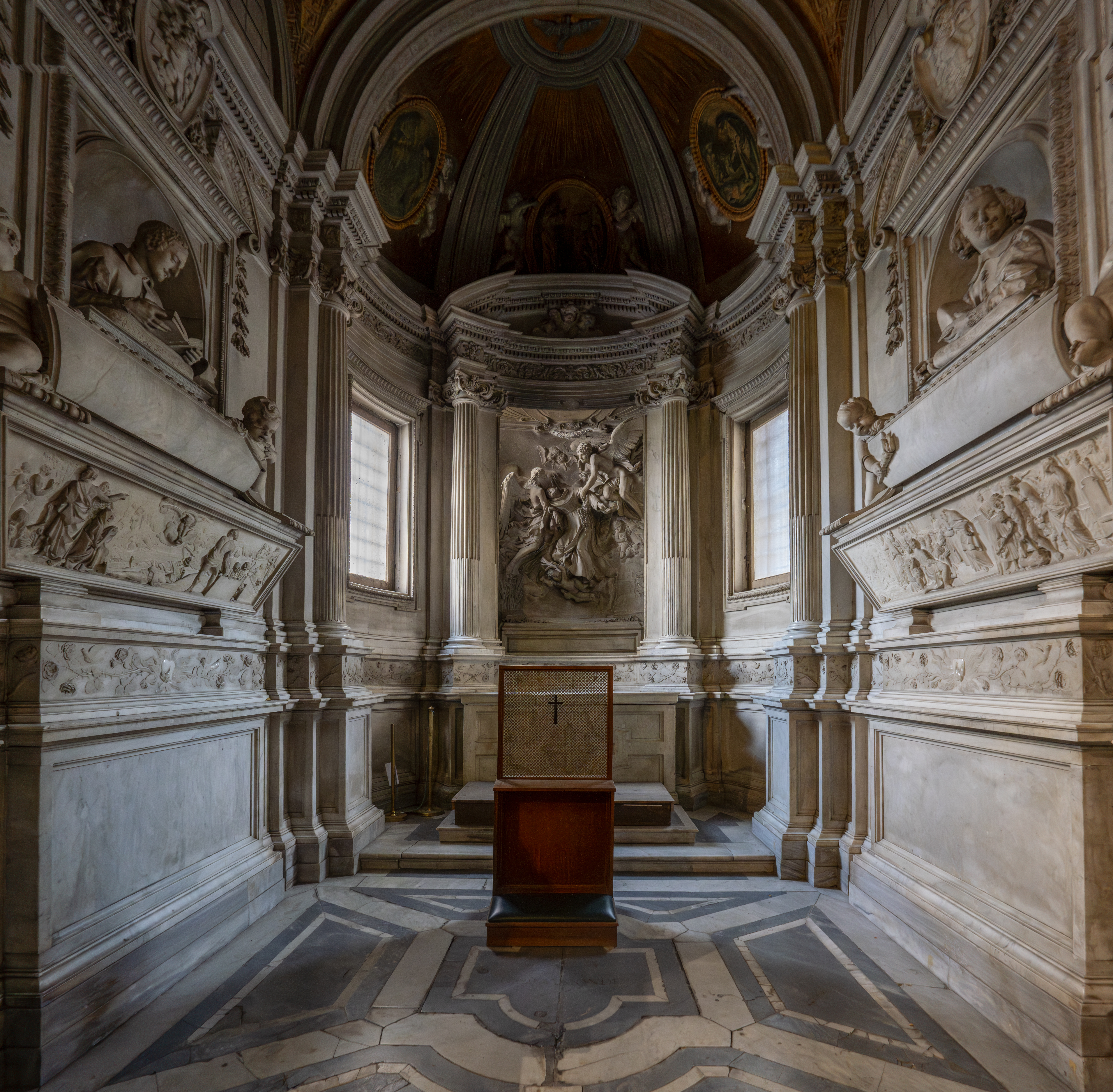
Capela Raimondi, de Bernini.
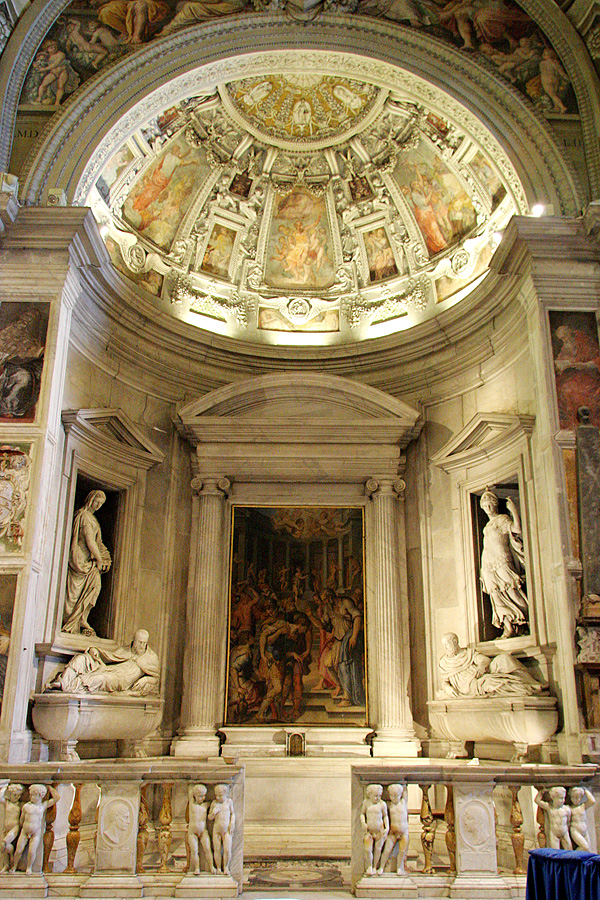
Capela del Monte.